# Yélamos de Arriba
Yélamos de Arriba – gmina w Hiszpanii, w prowincji Guadalajara, w Kastylii-La Mancha, o powierzchni 18,32 km². W 2011 roku gmina liczyła 110 mieszkańców.